# C'est dur d'être un homme : Retour à Okinawa
Série C'est dur d'être un homme
C'est dur d'être un homme : Tora-san à la rescousse
(1995) C'est dur d'être un homme : Tora-san pour toujours
(2019)
Pour plus de détails, voir Fiche technique et Distribution.
C'est dur d'être un homme : Retour à Okinawa (男はつらいよ 寅次郎ハイビスカスの花 特別篇, Otoko wa tsurai yo: Torajirō haibisukasu no hana tokubetsuhen) est un film japonais réalisé par Yōji Yamada et sorti en 1997. C'est le 49e film de la série C'est dur d'être un homme, sorti un peu plus d'un an après la mort de l'acteur Kiyoshi Atsumi qui incarne le personnage de Tora-san, il reprend le 25e film de la série, C'est dur d'être un homme : Okinawa mon amour en lui ajoutant une nouvelle introduction.

## Synopsis
Mitsuo Suwa est représentant et voyage à travers le pays, il pense souvent à Tora-san dont il n'a plus de nouvelles. Un jour alors qu'il croit apercevoir son oncle sur le quai d'une gare, il se remémore la relation privilégiée qu'a entretenu Tora-san avec la chanteuse Lily.

## Fiche technique
- Titre : C'est dur d'être un homme : Retour à Okinawa[1]
- Titre original : 男はつらいよ 寅次郎ハイビスカスの花 特別篇 (Otoko wa tsurai yo: Torajirō haibisukasu no hana tokubetsuhen?)
- Réalisation : Yōji Yamada
- Scénario : Yōji Yamada et Yoshitaka Asama
- Photographie : Tetsuo Takaha (ja) et Mutsuo Naganuma (ja)
- Montage : Iwao Ishii (ja)
- Musique : Naozumi Yamamoto et Jun'nosuke Yamamoto
- Décors : Mitsuo Degawa
- Son : Isao Suzuki (ja) et Ryūji Matsumoto (ja)
- Effets spéciaux numériques : Haruo Takeda
- Producteurs : Kiyoshi Shimazu et Shigehiro Nakagawa
- Société de production : Shōchiku
- Pays de production :  Japon
- Langue originale : japonais
- Format : couleur — 2,35:1 — 35 mm — Dolby Digital
- Genres : comédie dramatique ; romance
- Durée : 106 minutes[2]
- Dates de sortie :
  - Japon : 22 novembre 1997[2]

## Distribution
- Kiyoshi Atsumi : Torajirō Kuruma / Tora-san
- Chieko Baishō : Sakura Suwa, sa demi-sœur
- Masami Shimojō (ja) : Ryūzō Kuruma, son oncle
- Chieko Misaki (ja) : Tsune Kuruma, sa tante
- Gin Maeda (en) : Hiroshi Suwa, le mari de Sakura
- Hidetaka Yoshioka : Mitsuo Suwa, le fils de Sakura et de Hiroshi
- Hayato Nakamura : Mitsuo Suwa enfant
- Ruriko Asaoka : Kiyoko Matsuoka, alias Lily
- Jun Etō (ja) : Takashi Kunigami
- Yoshiko Hazama (ja) : la mère de Takashi
- Masane Tsukayama : médecin à l'hôpital de Naha
- Hisao Dazai (ja) : Umetarō Katsura, le voisin imprimeur
- Gajirō Satō (ja) : Genko
- Chishū Ryū : Gozen-sama, le grand prêtre
- Masayasu Kitayama (ja) : Sanpei, l'employé du magasin Kuruma-ya
- Mie Suzuki (ja) : Kayo, l'employée du magasin Kuruma-ya